# Concertino pour clarinette de Cahuzac
Pour les articles homonymes, voir concertino pour clarinette.
Le Concertino pour clarinette est une pièce pour clarinette et piano composée par Louis Cahuzac, d'après un quintette de Heinrich Baermann. Il est fréquemment joué dans les examens et concours, mais ne rivalise pas avec les œuvres majeures pour clarinette. Jacques Lancelot a écrit une cadence pour cette pièce.

## Structure
Le Concertino se compose de trois mouvements:
1. Allegro comodo
2. Adagio
3. Rondo: Allegro vivo

La pièce a été publiée de façon posthume aux éditions Gérard Billaudot en 1985.

## Enregistrements
- The complete works of Louis Cahuzac, avec Philippe Cuper, Philippe Devaux (clarinettes) et Christine Lagniel (piano), (Clarinet Classics CC0065, 2012)[1]